# جمعیت‌شناسی بوکان
بوکان طی اواخر دوره پهلوی و اوایل انقلاب سال ۱۳۵۷ ایران، مرکز جذب مهاجران زیادی از شهرها و روستاها و حتی اقلیت‌های قومی و مذهبی بوده است. به‌طوری‌که میزان شهرنشینی آن، از ۴۵ درصد در سال ۱۳۵۵ به ۷۸ درصد در سال ۱۳۹۵ رسیده است.

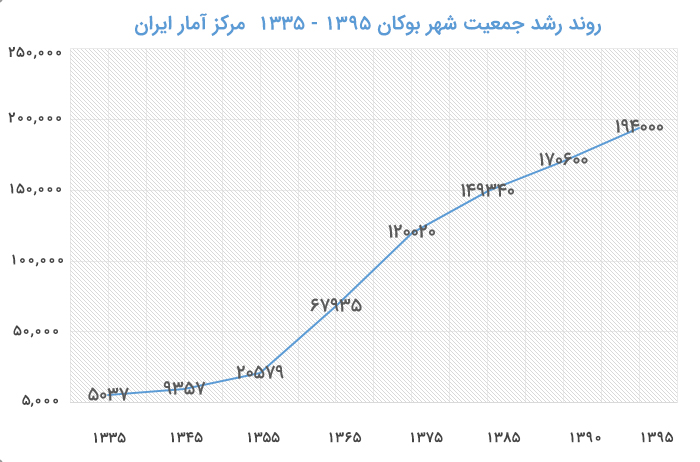
روند رشد جمعیت بوکان (۱۳۹۵–۱۳۳۵)

در آبان ۱۳۷۵ در این شهرستان از ۲۹٬۱۵۲ خانوار ساکن ۱۰۰ درصد در واحد مسکونی معمولی زندگی می‌کردند. تعداد خانوارهای شهرستان بوکان در سال ۱۳۹۰ بالغ بر ۵۷٬۰۰۰ خانوار بوده است. عامل اصلی رشد جمعیتی شهر بوکان در دوره مورد مطالعه، مهاجرت ناشی از موقعیت آن، دسترس پذیری آسان و نزدیک سایر شهرستان‌ها به بوکان و همچنین جذابیت‌های فرهنگی و اجتماعی آن بوده است.

## جمعیت بوکان
در دوران سلطنت ناصرالدّین شاه، بوکان تحت تملک سردار عزیزخان مکری جمعیّت آن در سال ۱۲۳۱ خورشیدی تنها ۶۰ نفر حدود ۱۲ خانوار بوده است. دیوید یروشالمی در کتاب یهودیان ایران در قرن نوزدهم، جمعیّت بوکان با احتساب خانوارهای یهودی آن در زمان محمدحسین خان مکری در سال ۱۲۸۰ خورشیدی ۴۰۰ نفر (۶۰ خانوار) یاد کرده است.
بیشترین افزایش نسبی جمعیّت شهر بوکان در فاصله سال‌های ۱۳۵۵ تا ۱۳۶۵ بوده است که طی آن جمعیّت شهر بوکان از ۱۳ درصد به ۲۳ درصد رشد داشته است و از جمعیّت ۲۰٬۵۷۹ نفر در سال ۱۳۵۵ به ۶۷٬۹۳۸ نفر در سال ۱۳۶۵ رسیده است. مهم‌ترین دلایل رشد جمعیّت این شهر در این دورهٔ را می‌توان اثرات مستقیم انقلاب اسلامی ایران دانست که با آغاز جنگ‌های داخلی کردستان و ناامنی بیشتر روستاها، موج شدیدی از مهاجرت مردم روستاها به شهرها به وقوع پیوست که با شروع جنگ ایران و عراق این مهاجرت با ورود مهاجرین بخش‌های جنگ‌زده شدت بیشتری پیدا کرد.

### جمعیت بوکان در سال ۱۴۰۲
شهرداری بوکان و مسئولان استان آذربایجان غربی، جمعیت شهری بوکان را در سال ۱۴۰۲ شمسی بین ۲۳۰٬۰۰۰ تا ۲۳۵٬۰۰۰ نفر (بدون احتساب حومه و توابع) اعلام کرده‌اند.

## جغرافیای انسانی شهر

### ساختار سنی و جنسی
در دوره مورد مطالعه ساختار سنی جمعیت شهرستان به سوی تعادل گرایش دارد در سال ۱۳۷۵ سهم جمعیت کمتر از ۱۵ سال شهرستان به ۴۲ درصد کاهش یافته است در حالیکه سهم جمعیت ۶۴–۱۵ ساله با افزایش روبرو بوده و به رقم ۰۰/۵۴ درصد رسیده است. این امر در گروه سنی ۶۵ سال به بالا نیز اتفاق افتاده است. مسلماً کاهش شدت جوانی جمعیت شهرستان به عنوان یک تحول مثبت تلقی می‌شود. در آبان ۱۳۷۵، از ۱۷۵۵۴۱ نفر جمعیت شهرستان، ۸۸۹۳۰ نفر مرد و ۸۶۶۱۱ نفر زن بوده‌اند که در نتیجه، نسبت جنسی برابر ۱۰۳ به دست می‌آید. به عبارت دیگر، در این شهرستان در مقابل هر ۱۰۰ نفر زن، ۱۰۳ نفر مرد وجود داشته است. این نسبت برای اطفال کمتر از یکساله ۱۰۳ و برای بزرگسالان (۶۵ ساله و بیشتر) ۱۴۳ بوده است. نسبت‌های مذکور در نقاط شهری به ترتیب، ۱۰۴ و ۱۲۳ و در نقاط روستایی ۱۰۳ و ۱۹۳ بوده است. از جمعیت این شهرستان ۰۰/۴۲ درصد در گروه سنی کمتر از ۱۵ ساله، ۰۰/۵۴ درصد در گروه سنی ۶۴–۱۵ ساله و ۰۰/۴ درصد در گروه سنی ۶۵ ساله و بیشتر قرار داشته‌اند.
میانگین سنی جمعیت شهرستان در سال ۱۳۷۵ حدود ۷۳/۲۲ و میانه سنی معادل ۱۲/۱۸ محاسبه گردیده که به شاخص‌های مربوط به استان نزدیک می‌باشد.

### مهاجرت
در فاصله سال‌های ۱۳۶۵ تا ۱۳۷۵، ۲۸۹۱۶ نفر به شهرستان وارد یا در داخل این شهرستان جابه‌جا شده‌اند. محل اقامت قبلی ۷۶/۳۱ درصد مهاجران، سایر استان‌ها، ۱۸/۲۴ درصد شهرستان‌های دیگر استان محل سرشماری و ۱۹/۴۲ درصد شهر یا آبادی دیگری در همین شهرستان بوده است. محل اقامت قبلی بقیه افراد، خارج از کشور یا اظهار نشده بوده است.
مهاجران وارد شده طی ۱۰ سال قبل از سرشماری آبان ۱۳۷۵ برحسب آخرین محل اقامت قبلی به تفکیک نقاط شهری و روستایی و جنس.

#### اقلیت‌ها
از زمان پیداش بوکان و بیشتر به جهت موقعیت جغرافیایی خاص آن، مرکز جذب جمعیت زیادی بوده است. اقلیت‌های قومی و مذهبی گونانی مانند آذری‌ها، کلیمی‌ها، بهائی‌ها، زرتشتی‌ها، و شیعیان در این شهر سکونت گزیده‌اند. سابقاً ۱۰۰ خانواده کلیمی (یهودی) در بوکان و حومه آن سکونت داشته‌اند که از این تعداد ۸۰ خانواده در شهر زندگی می‌کردند که با تشکیل اسرائیل در فلسطین، به این کشور تازه تأسیس مهاجرت کردند. این اقلیت مذهبی در کنار کُردهای مسلمان، قدیمی‌ترین ساکنان بوکان بوده‌اند. سایر اقلیت‌ها نیز مانند بهائیان در فاصله سال‌های ۱۳۱۰ تا ۱۳۱۵ خورشیدی به این شهر مهاجرت کردند که در اکثریت آذری‌زبان هستند.
در سال ۱۳۵۷ در جریان انقلاب ایران، جامعه بهائی که در میاندوآب بودند، مغازه و خانه‌های آن‌ها در این شهر به آتش کشیده شد و عده‌ای نیز کشته شدند. بسیاری از آن‌ها آواره سایر نقاط شدند. برخی از آن‌ها به بوکان مهاجرت کردند.

### سواد
در آبان ۱۳۷۵، از ۱۴۹۲۲۴ نفر جمعیت ۶ ساله و بیشتر شهرستان، ۳۰ درصد باسواد بوده‌اند. نسبت باسوادی در گروه سنی ۶الی۱۵ ساله ۴۲/۸۷ درصد و در گروه سنی ۱۵ ساله و بیشتر ۴۳ درصد بوده است. در بین افراد لازم التعلیم (۱۵ ساله)، نسبت باسوادی در نقاط شهری ۹۵ درصد و در نقاط روستایی ۹۰ درصد بوده است. این شهرستان هرساله بیشترین قبولی در آزمون‌های سراسری نسبت به مناطق دیگر استان آذربایجان غربی کسب می‌کند. همچنین کسب رتبه‌های سه رقمی در آزمون‌ها و المپیادهای کشور نقش علمی این شهرستان را در سطح کشور برجسته کرده است.
درصد باسوادان در جمعیت ۶ ساله و بیشتر بر حسب گروه‌های عمده سنی به تفکیک ساکن و جنس
در این شهرستان، نسبت باسوادی در بین مردان ۹۶ درصد و در بین زنان ۱۵ درصد بوده است. این نسبت در نقاط شهری برای مردان و زنان به ترتیب ۲۷ درصد و ۵۶ درصد و در نقاط روستایی ۶۳ درصد و ۷۸ درصد بوده است.